# Cyanopepla arrogans
Cyanopepla arrogans là một loài bướm đêm thuộc phân họ Arctiinae, họ Erebidae.